# Die Glaskuppel
Die Glaskuppel (Originaltitel: Glaskupan) ist eine schwedische Kriminal- und Mystery-Miniserie, die am 15. April 2025 auf Netflix veröffentlicht wurde.

## Inhalt
Nach dem Tod ihrer Adoptivmutter kehrt Lejla, eine forensische Psychologin, in das abgelegene schwedische Dorf Granås zurück. Kurz nach ihrer Ankunft wird die Tochter ihrer Kindheitsfreundin vermisst. Lejla beginnt gemeinsam mit ihrem ehemaligen Pflegevater, dem pensionierten Polizisten Valter, mit den Ermittlungen. Dabei werden Erinnerungen an ihre eigene traumatische Kindheit wach, sie war einst Opfer einer Entführung, bei der sie unter einer Glaskuppel gefangen gehalten wurde.

## Produktion
Die Serie wurde von der Produktionsfirma Creative Society entwickelt. Agnes Blåsjö fungierte als Produzentin, das Drehbuch stammt unter anderem von Amanda Högberg und Axel Stjärne. Die Regie führten Henrik Björn und Lisa Farzaneh. Die Kameraarbeit übernahm Gustav Danielsson, für die Musik zeichneten Joel Danell und Edvin Nahlin verantwortlich.
Die Serie wurde am 15. April 2025 auf der Streaming-Plattform Netflix veröffentlicht.

## Besetzung und Synchronisation
Die deutschsprachige Synchronisation entstand nach dem Dialogbuch von Rebekka Balogh sowie unter der Dialogregie von Elke Weidemann durch die Berliner Synchronfirma Interopa Film.
| Rolle        | Schauspieler      | Synchronsprecher     |
| ------------ | ----------------- | -------------------- |
| Lejla Ness   | Léonie Vincent    | Kaya Marie Möller    |
| Lejla (jung) | Seraphine Krystek | Asya Tolaz           |
| Valter Ness  | Johan Hedenberg   | Stefan Gossler       |
| Tomas Ness   | Johan Rheborg     | Hanns Jörg Krumpholz |
| Said         | Farzad Farzaneh   | Fabian Oscar Wien    |
| Jorun        | Ia Langhammer     | Judith Steinhäuser   |
| Kristina     | Cecilia Nilsson   | Frauke Poolman       |
| Björn        | Emil Almén        | Johannes Berenz      |
| Aino         | Emma Broomé       | Friederike Walke     |